# Olesja Wladimirowna Belugina
Olesja Wladimirowna Belugina (russisch Олеся Владимировна Белугина; * 2. Januar 1984 in Pensa oder Serdobsk) ist eine russische Rhythmische Sportgymnastin und Olympiasiegerin.
Belugina nahm an den Olympischen Spielen 2004 in Athen teil, bei denen sie in der Rhythmischen Sportgymnastik im Gruppenmehrkampf zusammen mit Jelena Mursina, Olga Glazkich, Natalja Lawrowa, Tatjana Kurbakowa und Jelena Possewina die Goldmedaille vor Italien und Bulgarien gewann.
Bei den Weltmeisterschaften holte sie zwischen 2001 und 2005 insgesamt 5 Gold- und 1 Silbermedaille. Bei den Europameisterschaften holte sie zwischen 2001 und 2006 insgesamt 7 Goldmedaillen.
2006 beendete Belugina ihre sportliche Karriere und arbeitet seitdem als Trainerin der russischen Nationalmannschaft. 2004 schloss sie ihr Studium an der Staatlichen Pädagogischen Universität in Pensa erfolgreich ab. Belugina ist verheiratet und Mutter eines Sohnes. Bei ihrer Heirat nahm sie den Namen ihres Mannes an und heißt jetzt Bogunowa.

## Auszeichnungen
- 2004:  Verdienter Meister des Sports Russlands[1]
- 2005:  Orden der Freundschaft[1][6]